# Jelena Baranova
Jelena Baranova, född den 28 januari 1972 i Frunze, är en rysk basketspelare som var med och tog OS-guld 1992 för Förenade laget i Barcelona och tog OS-brons 2004 i Aten. Detta var första gången Ryssland tog en medalj i damklassen vid de olympiska baskettävlingarna sedan Sovjettiden.